# カート・ワーナー
カーティス・ユージーン・ワーナー（Kurtis Eugene "Kurt" Warner、1971年6月22日 - ）はアイオワ州バーリントン出身の元アメリカンフットボール選手。ポジションはQB。1999年、2001年とレギュラーシーズンMVPに選ばれ、第34回スーパーボウルでもMVPに選ばれた。2008年にはアリゾナ・カージナルスを初のスーパーボウル（第43回）出場に導いた。スーパーボウル史上1試合のパス獲得ヤード記録の上位3つを占めている。またQBレイティングでもスティーブ・ヤング、ペイトン・マニング、トニー・ロモ、フィリップ・リバースなどに次ぐ記録を残した。またチャド・ペニントンに次いで歴代2位のパス成功率65.4%の成績を残している。2009年のジャクソンビル・ジャガーズ戦ではNFLのレギュラーシーズン記録となるパス26本中24本を成功させパス成功率92.3%の成績を残した（プレーオフでトム・ブレイディが作ったパス28本中26本成功がNFL記録）。2010年1月29日に現役引退を発表した。時給5ドル50セントのアルバイト生活からスーパーボウル王者にまで駆け上がったシンデレラ・ストーリーは、多くの人々に感銘を与えた。

## 経歴

### NFL入りまで
NCAA2部の北アイオワ大学で4年生時にやっと先発の座を掴むも、NFLドラフトでは全く相手にされず1994年にグリーンベイ・パッカーズとフリーエージェントで契約したもののブレット・ファーヴ、マーク・ブルネル、ハイズマン賞受賞のタイ・デトマーがいたパッカーズではロースターに残ることはできなかった。当時のQBコーチであるスティーブ・マリウッチは、ワーナーに「君には潜在能力が十分あるが、NFLのQBとなる準備ができていない」と話した。
その後3年間はスーパーマーケットのHy-Veeで時給5ドル50セントのレジ打ちや母校の北アイオワ大学でのアシスタントコーチなどで生計を立てながら他のチームのトライアウトに参加する機会を待ったがいずれのチームからもチャンスは与えられず、1995年にアリーナフットボールリーグのアイオワ・バーンストーマーズに入団した。1996年、1997年にチームをアリーナボウルに導きリーグのファーストチームに選ばれた。この間、1997年にシカゴ・ベアーズのトライアウトを受ける機会があったが右ひじを故障していたためその機会を逃した。アリーナフットボールでの経歴は短かったが彼はアリーナフットボールリーグの偉大な20人の選手に選ばれ12位とされている。

### セントルイス・ラムズ
1998年にセントルイス・ラムズと契約、NFLヨーロッパのアムステルダム・アドミラルズに派遣された彼はタッチダウンパス、パス獲得ヤードでリーグトップとなった。この時彼のバックアップにジェイク・デローム(後にカロライナ・パンサーズでプロボウル選出)がいた。この年、ウィル・フラーとトニー・バンクス、スティーブ・ボノに次ぐ第3QBの座を争いチームのロースターに残った。2016年にラムズのスタン・クローンキーオーナーがUSAトゥデイにディック・ヴァーミールヘッドコーチは、フラーを気に入っており、彼がワーナーを第3QBに残すよう説得したことを明らかにしており、彼の出番はほとんどなかった。シーズン終了後、バンクス、ボノが解雇されラムズはトレント・グリーンを獲得し先発QBに指名、ワーナーは第2QBとなった。プレシーズンゲームでグリーンが故障し先発の座が転がり込んだ。
開幕から3試合連続で3TDパスを成功させ4試合目で13シーズンで12回地区優勝を果たし、ラムズとの直近の18試合で17勝をあげているサンフランシスコ・フォーティナイナーズとの対戦を迎えた。この試合で最初の3回のシリーズを全てTDで終えて最終的には5TDパスを成功し42-20で勝利、チームは開幕から4連勝を果たした。開幕前注目を浴びていなかった彼はスポーツ・イラストレイテッドの10月18日号でカバーを飾り、"Who IS this guy" とキャプションがついた。
RBのマーシャル・フォーク、WRのアイザック・ブルース、トリー・ホルト、アズ＝ザヒル・ハキム、リッキー・プロールのサポートもあり、彼はパス成功率65.1%で4353ヤードを獲得、41タッチダウンパスを決めてMVPに選ばれた。ラムズの攻撃陣はThe Greatest Show on Turfと呼ばれ1999年から2001年まで3年連続で500得点以上をあげた。これはNFL記録であった。
プレーオフでもチームは勝ち上がり、第34回スーパーボウルで彼はスーパーボウル記録となる414ヤードのパス獲得を記録、残り2分ほどでアイザック・ブルースへの73ヤードの勝ち越しTDパスを決めた。スーパーボウルMVPとシーズンMVPの同時受賞はバート・スター、テリー・ブラッドショー、ジョー・モンタナ、エミット・スミス、スティーブ・ヤングに次いで6人目であった。
2000年は開幕から6試合連続で300ヤード以上のパスを投げた。これはスティーブ・ヤングに次いで史上2人目の快挙であった。また6試合では合計19タッチダウンパスを投げていた。シーズン中盤に右腕の負傷でグリーンに先発の座を一時譲ったがこの年、ワーナーとグリーンは2人合わせて5,232ヤードを獲得、ダン・マリーノが作った1シーズンのパス獲得ヤード記録（5,084ヤード）を上回った。一方被インターセプト率は前年の2.6%から5.2%と増加した。またディフェンスが弱かったためチームは前年のような活躍を見せられずワイルドカードプレーオフでニューオーリンズ・セインツに敗れた。オフシーズンにチームの先発守備選手11人のうち9人が解雇され、QBのトレント・グリーンもカンザスシティ・チーフスにトレードされた。
2001年、彼は自己ベストの68.7%のパスを成功させてリーグトップの4830ヤード（ダン・マリーノ、ドリュー・ブリーズに次いでNFL歴代3位）を投げて36タッチダウンパスを投げたが被インターセプトも22回と自己最多となった。チームは開幕から6連勝しリーグトップの14勝2敗でシーズンを終えて第36回スーパーボウルに出場を果たした。2年ぶりのシーズンMVPにも選出され、前年選出されたマーシャル・フォークも含めてラムズの選手が3年連続受賞となった。スーパーボウルでは365ヤードを獲得し1タッチダウンパス、1タッチダウンランをあげたがニューイングランド・ペイトリオッツのビル・ベリチックコーチのゲームプランにはまりインターセプト2回を与え3-17と2タッチダウン差のリードを許した。その後猛反撃を見せて自身のQBスニークによる1ヤードのタッチダウンラン、リッキー・プロールへの26ヤードのTDパスで第4Q終盤には同点に追いついたがアダム・ビナティエリの決勝FGが試合終了と同時に決まり17-20で敗れた。ペイトリオッツはこの年も含めて4年で3回のスーパーボウルを制覇した。
2002年には開幕から3試合で1TDパス、7被インターセプトと絶不調でチームは3連敗した。4試合目のダラス・カウボーイズ戦では右手の指を骨折し、シーズン終盤に復帰し2試合に出場したがいずれの試合も落とし右腕の骨折により故障者リスト入りした。それまでのQBレイティングは103.4であったがこの年はわずか67.4で終えた。2003年の先発QBには早々に指名されたがニューヨーク・ジャイアンツとの開幕戦では6回のファンブルをしてしまい翌週からは前年彼の故障していた間好成績をあげていたマーク・バルジャーが先発QBとなった。

### ニューヨーク・ジャイアンツ
2004年6月1日にラムズを解雇されたが2日後にニューヨーク・ジャイアンツと2年契約を結んだ。トム・コフリンヘッドコーチから先発QBに指名された。最初の7試合を5勝2敗で終えたがその後2連敗して5勝4敗となったシーズン中盤から先発QBの座を同年にNFLデビューしたばかりのイーライ・マニングに奪われた（マニングが先発した試合ではチームは1勝6敗に終わり6勝10敗でシーズンを終えた）。

### アリゾナ・カージナルス
2005年にアリゾナ・カージナルスと1年400万ドルで契約を結び移籍した。ヘッドコーチのデニス・グリーンに先発QBに指名されたが怪我もあり6試合を欠場した。彼の欠場している間、元先発QBのジョシュ・マカウンが代わりに出場した。この年11月20日にはセントルイス・ラムズと対戦し285ヤードを投げ3本のTDパスを成功させる活躍を見せて38-28で勝利した。
2006年2月14日にチームと3年契約を結んだ。この年第3週の試合でパス獲得通算20,000ヤードをダン・マリーノに次ぐ歴代2位の77試合目（マリーノは76試合目で達成）で達成した。第4週の第4Qにグリーンヘッドコーチによってマット・ライナートと交代させられそれ以降控えQBとなったが第16週でライナートが肩を負傷して退場したため第16週、第17週とプレーした。
2007年、開幕からライナートが先発したが第3週のボルチモア・レイブンズ戦、6-23とリードされた第4Qにリリーフとして出場、パス20本中15本を成功させ258ヤードを獲得、2TDパスを決める猛反撃で同点としたが最後は相手に決勝FGを決められて試合に敗れた。9月30日のピッツバーグ・スティーラーズ戦でもライナートをリリーフし、パス21本中14本を成功、132ヤードを投げて1TDパスを決めた。その後第4Qにライナートがフィールドに復帰し1TDをあげた。ライナートが故障者リスト入りした後、彼は先発QBとしてプレーした。11月25日のサンフランシスコ・フォーティナイナーズとの試合では自己ベストの484ヤードを投げたが延長に入った後、エンドゾーンでボールをファンブル、タリー・バンタケインにボールを拾われTDを許し31-37で敗れた。最終的に11試合に先発出場、3417ヤードを獲得、27TDパス、17被インターセプトの成績を残した。QBレイティングは89.8と2001年以来の好成績であった。
2008年シーズンも開幕までライナートと先発の座を争ったが8月30日にケン・ウィゼンハントヘッドコーチから先発QBに指名された。12月7日のラムズ戦で34-10と勝利しチームは地区優勝を決めて1998年以来のプレーオフ出場を果たした。。カージナルスが地区優勝したのは1975年以来、プレーオフでのホームゲームはシカゴにチームがあった1947年NFLチャンピオンシップゲーム以来のことであった。12月16日には翌年行われるプロボウルの先発QBとなることが発表された。このシーズン、パス成功率67.1%で4583ヤードを投げて30TDをあげる活躍を見せた。1月3日のアトランタ・ファルコンズ戦でパス32本中19本を成功させラリー・フィッツジェラルド、アンクワン・ボールディンへのTDパスを決めると共にディフェンスがファンブルリカバーTD、セイフティを奪い30-24で勝利した。続くディビジョナルプレーオフのカロライナ・パンサーズ戦ではパス33本中21本を成功、220ヤードを投げて2TDパス、1インターセプトの活躍を見せると共にディフェンスが6個のターンオーバーを奪い33-13で勝利した。1月18日に行われたフィラデルフィア・イーグルスとのNFCチャンピオンシップゲームでは279ヤードを投げ4TDパスを成功、インターセプト0でチームを初のスーパーボウル進出に導いた。異なる2チームでスターターQBとしてスーパーボウル出場を果たしたのは第5回、第12回に先発出場したクレイグ・モートンに次いで史上2人目、カンファレンスチャンピオンシップゲームを異なるチームで制したのもアール・モラル、モートンに次いで史上3人目のことであった。2月1日に行われた第43回スーパーボウルではピッツバーグ・スティーラーズに23-27で敗れ、スーパーボウルでの彼の通算成績は1勝2敗となった。前半終了間際にはエンドゾーンでジェームズ・ハリソンにインターセプトを喫し100ヤードのリターンTDを決められた。敗れはしたものの彼はスーパーボウル史上2位となる377ヤードを獲得、パス成功率72%でQBレイティングは112.3であった。スーパーボウル史上パス獲得ヤードの上位3位までを彼の記録が独占することとなり、3回のスーパーボウルでTDパスを成功させたQBとしてテリー・ブラッドショー、ジョー・モンタナ、ジョン・エルウェイ、トム・ブレイディに次いで史上5人目となった。
シーズン終了後、フリーエージェントになり、サンフランシスコ・フォーティナイナーズとも契約交渉をしたがカージナルスと2年契約を結び残留した。3月17日には臀部の手術を受けて5月に行われるミニキャンプには参加しなかった。
2009年9月20日の試合ではパス26本中24本を成功させパス成功率92.3%のレギュラーシーズン新記録を達成した。これまでの記録は1993年にビニー・テスタバーディが記録した91.3%だった。11月1日のカロライナ・パンサーズ戦では自己ワーストタイ記録となる5インターセプトを喫した。この試合で彼は史上初となる2チームでのパス獲得14,000ヤード以上の記録を作った。11月8日のシカゴ・ベアーズ戦では自己ベストタイ記録となる5TDパスを決めて41-21で勝利した。11月15日のシアトル・シーホークス戦ではキャリア200個目のTDパスを成功させ31-20で勝利した。11月22日のセントルイス・ラムズ戦で21-13と勝利したが試合の前半にハードヒットを受けた際に脳震盪を起こし退場した。翌週のテネシー・タイタンズ戦は欠場することとなり連続先発出場は41試合で途切れた。12月6日のミネソタ・バイキングス戦で復帰し3TDパスを成功させ30-17と勝利しNFL史上2人目となる4試合連続でQBレイティング120以上の記録を達成した。12月27日の試合でフラン・ターケントンに次いで史上2人目となる2チームでのTDパス100回以上の記録を達成し31-10でセントルイス・ラムズに勝利した。2010年1月10日のワイルドカードプレーオフではグリーンベイ・パッカーズのアーロン・ロジャースと投げ合いパス33本中29本を成功し379ヤードを投げて5タッチダウンパスを決めて51-45で勝利した。この試合はNFLのプレーオフにおける両チームの合計得点記録となった。この試合ワーナーはパス不成功(4)よりTDパス(5)が多いというプレーオフ史上まれに見る記録を残した。この試合で彼はNFLのプレーオフ史上2位となるQBレイティング154.1をマークした。彼はNFL史上2人目となるプレーオフ2試合で5タッチダウンパスを決めたQBとなった（AFLとNFL合併後は初めての記録）。
1月16日に行われたディビジョナルプレーオフのニューオーリンズ・セインツでは前半にインターセプトされた後、相手選手にタックルした際負傷しサイドラインに下がった。後半に再びフィールドに戻ったが第4Q中頃にはライナートと交代した。この試合でチームは14-45で敗れた。
2010年1月29日に現役引退を発表した。引退する理由としては子供たちや妻との時間をより大切にしたいと述べた。
2009年2月、フィールド外での積極的な活動を評価され、ウォルター・ペイトン賞を受賞している。

### 現役引退後
2012年2月、全米乳飲料加工業者連盟による「Got Milk?」（牛乳、飲んだ？）の広告発表に登場した。2017年2月4日、殿堂入りが発表された。

## NFL記録
- レギュラーシーズンの試合でのパス成功率 92.3%[53]（2009年9月20日にパス26本中24本成功、それまでの記録は1993年にビニー・テスタバーディが持っていた。）
- スーパーボウルパス獲得ヤード記録（1試合）414ヤード（第34回スーパーボウル）、歴代2位、3位も自身が作った第43回スーパーボウルでの377ヤード、第36回スーパーボウルでの365ヤード[54][55]
- スーパーボウルパス獲得ヤード（通算）1,156ヤード
- プレーオフパス獲得ヤード（シーズン）1,147ヤード（2009年）
- プレーオフタッチダウンパス記録 11回（2009年、1990年のジョー・モンタナとタイ記録）
- プレーオフでのパス成功率（通算） 66.5%
- パスで300ヤード以上獲得した試合の割合 41.9%（124試合中52試合）[56]

- 開幕2試合でのパス獲得ヤード 827ヤード（2000年）[57]
- パスで300ヤード以上獲得した試合の連続記録 6試合（スティーブ・ヤング、リッチ・ギャノンとタイ記録）[58]
- QBレイティングでパーフェクトを記録した試合 3試合（ペイトン・マニング、ベン・ロスリスバーガーとタイ記録）
- タッチダウンパス40回以上成功した年にスーパーボウル制覇（1999年）
- 2チームで14,000ヤード以上パスを投げたQB（セントルイス・ラムズ、アリゾナ・カージナルス）
- 2チームでタッチダウンパス100回以上（フラン・ターケントンに次いで2人目）
- パス獲得30,000ヤードを達成した試合 114試合目（ダン・マリーノとタイ記録）
- 4試合連続でQBレイティング120以上 （2009年12月6日）
- マンデーナイトフットボールでの平均パス獲得ヤード 329.4ヤード（7試合以上出場した選手のみ）
- プレーオフ2試合でタッチダウンパス5本以上（ダリル・ラモニカに次いで2人目）
- 異なるチームでスーパーボウルに先発したQB（クレイグ・モートンに次いで2人目、異なるチームでカンファレンスチャンピオンシップゲームを勝利したQBとしてはアール・モラルも加えて3人目）

## 私生活

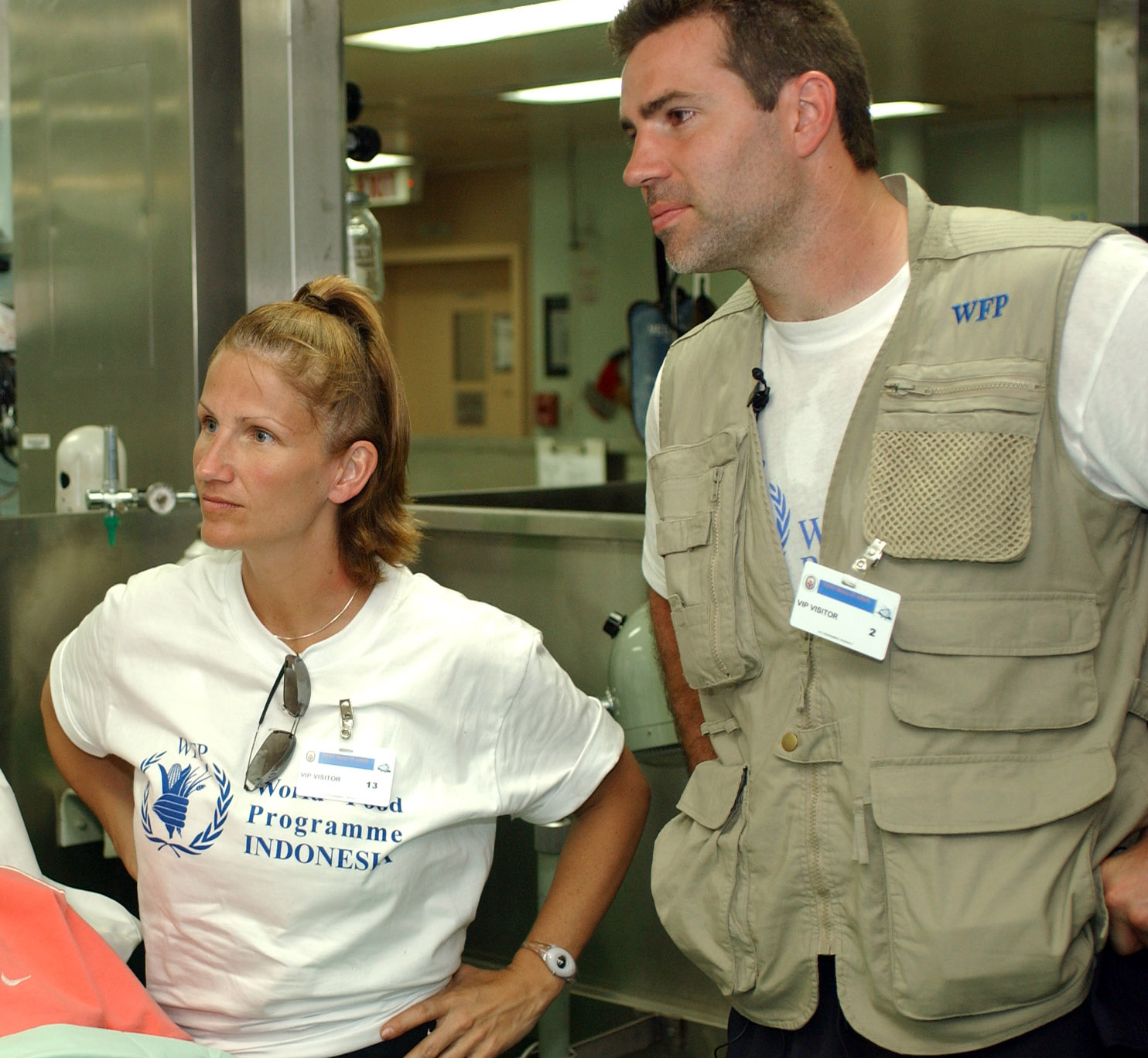
カート・ワーナーと妻のブレンダ

6歳の時両親が離婚した。兄マットと共に母親に引き取られた。なお1年後に父親は再婚。再婚相手もマットという名前の子供がいた。高校を卒業後、大学で後に妻となるブレンダと出会い2人は1997年10月11日に結婚した。ブレンダは海兵隊に所属しワーナーと結婚した時には離婚経験があり2人の子供がいる。彼女の両親は1996年にアーカンソー州の自宅が竜巻の被害に遭い亡くなった。現在2人の間には5人の子供がいる。
2006年10月24日にワールドシリーズ第4戦で流されたCMでES細胞の研究に反対するCMに出演した。